# Monika Kowalska
Monika Janina Kowalska (ur. 25 sierpnia 1976 w Piotrkowie Trybunalskim) – polska zapaśniczka, mistrzyni Europy.
Czterokrotnie stawała na podium mistrzostw Europy. Zwyciężyła w kategorii do 75 kg w 1997, a brązowe medale zdobyła w 1996, 1998 (oba razy w wadze do 75 kg) i w 2003.
Czterokrotnie startowała w mistrzostwach świata, zajmując następujące lokaty: 1995 (kategoria do 70 kg) – 8. miejsce; 1996 (kategoria do 75 kg) – 5. miejsce; 1997 (kategoria do 75 kg) – 11. miejsce; 2001 (kategoria do 68 kg) – 9 miejsce. W pozostałych startach na mistrzostwach Europy zdobyła następujące miejsca: 1999 (kategoria do 75 kg) – 5. miejsce; 2001 (kategoria do 68 kg) – 7. miejsce; 2002 (kategoria do 72 kg) – 4. miejsce.
Była mistrzynią Polski w wadze do 75 kg w 1997 i 2000, w wadze do 68 kg w 2001 oraz w wadze do 72 kg w 2002 i 2003, a także brązową medalistką w wadze do 75 kg w 1995, 1996, 1998 i 1999.